# Presidente eletto
Il presidente eletto è un politico candidato a una carica presidenziale che è stato eletto, ma che non ha ancora assunto formalmente l'incarico poiché questo è ancora ricoperto dal presidente uscente.
Questo termine viene usato, a seconda del tipo di governo del Paese, anche per il primo ministro, il sindaco o il governatore eletti tramite votazioni.

## Esempi d’uso nel mondo

### Francia
In Francia, solo di recente è stato usato il termine "président élu", perché il tempo che intercorre tra l'elezione del nuovo presidente e l'assunzione ufficiale della carica è di circa dieci giorni.
François Hollande, eletto il 6 maggio 2012 e incaricato il 15 maggio, è stato invitato l'8 maggio dal presidente uscente Nicolas Sarkozy, al tempo ancora in carica, per partecipare alle cerimonie in qualità di presidente eletto.

### Russia
Nella Federazione russa le elezioni presidenziali sono tenute solitamente nel mese di marzo, eleggendo il nuovo presidente che assume ufficialmente la carica il 7 maggio successivo.

### Stati Uniti
Negli Stati Uniti i membri del Collegio elettorale (detti anche grandi elettori) vengono eletti dal popolo all'inizio del mese di novembre ogni quattro anni. Nel mese di dicembre questi eleggono il nuovo presidente degli Stati Uniti, che infine assume la carica il 20 gennaio dell'anno successivo. Durante questo periodo il presidente uscente viene spesso definito come «lame duck» (letteralmente "anatra zoppa"), in quanto generalmente il suo potere viene considerato nei fatti limitato.
Costituzionalmente si parla in questo caso di "presidente eletto" solo dopo che questo sia stato scelto dal Collegio elettorale, sebbene comunemente la persona scelta nelle elezioni generali di novembre venga già chiamato "presidente eletto" prima che il collegio si riunisca, pur essendo tale interpretazione poco accurata.